# Tsegay Kebede
Tsegay Kebede Wordofa (15 de janeiro de 1987) é um corredor de longa distância da Etiópia. Suas maiores conquistas internacionais são as medalhas de bronze na maratona dos Jogos Olímpicos de Pequim e do Campeonato Mundial de Atletismo de 2009, em Berlim, e as vitórias nas maratonas de Fukuoka e de Londres.
Ele faz parte da lista dos dez mais rápidos maratonistas de todos os tempos e é o segundo etíope, atrás apenas do multicampeão olímpico e recordista mundial Haile Gebrselassie.

## Carreira
Kebede começou a chamar a atenção dos analistas em 2007, com sua participação na Maratona de Amsterdã, sua estréia na distância maior do atletismo. No ano seguinte, seu segundo ano como profissional, venceu as maratonas de Paris e Fukuoka e conquistou a medalha de bronze em Pequim 2008.
Em 2009, ele se estabeleceu com um dos grandes nomes da elite de fundistas internacionais, ao repetir sua vitória em Fukuoka, com novo recorde para aquela prova (2h05m18s – ainda vigente) e conquistar o bronze no Mundial de Atletismo em Berlim.
Em 2010, venceu a Maratona de Londres, depois do vice-campeonato no ano anterior quando travou uma batalha pelas ruas da cidade com o campeão olímpico da prova Samuel Wanjiru, igualando sua melhor marca pessoal de 2:05.18 conseguida em Fukuoka em 2009. Suplantou sua melhor marca pessoal na Maratona de Chicago 2012, que venceu em 2:04.38.
Em abril de 2013 venceu pela segunda vez a Maratona de Londres, com a marca de 2:06:04.  Em agosto do mesmo ano, correndo como um dos favoritos ao ouro, ficou apenas com o 4º lugar na maratona do Campeonato Mundial de Atletismo de Moscou.
Em 2014, Kebede voltou a Londres onde ficou em terceiro lugar, em 2:06.30. Após esta prova, acumulou um total de dez maratonas corridas em menos de 2:07, igualando-se ao compatriota etíope Haile Gebrselassie.